# Laatzen
Laatzen è una città di 40.109 abitanti della Bassa Sassonia, in Germania.
Appartiene alla regione di Hannover (targa H).
Barsinghausen si fregia del titolo di "Comune indipendente" (Selbständige Gemeinde).
Comprende le frazioni di Alt-Laatzen, Grasdorf, Laatzen-Mitte, Rethen, Gleidingen e Ingeln-Oesselse.